# Freitasascaris alata
 Freitasascaris alata  ist eine Art der Spulwürmer (Ascaridida), die im Magen-Darm-Trakt von Schienenechsen in Amerika vorkommt. Sie ist der einzige Vertreter der Gattung Freitasascaris, die nach dem brasilianischen Parasitologen João Ferreira Teixeira de Freitas (1912–1970) benannt wurde.

## Merkmale
Freitasascaris spp. sind mittelgroße Spulwürmer, bei denen der Hinterkörper bei reifen Weibchen vergrößert ist. Die Lippen habe eine verengte Vorderkante mit einer tiefen Einkerbung, die sich in die Mundgrube fortsetzt. Der Hinterrand der Lippen ist verengt und die hinteren Winkel sind zu gegabelten Säulen verlängert. Die Zwischenlippen (Interlabia) sind durch einen kragenartigen Ring verbunden. Das Lippengrundgewebe (Pulpa) ist vorn tief eingekerbt, ein medianer Lappen fehlt. Das Ausscheidungssystem ist paarig, sein Nucleus liegt im Verbindungsteil. Halsflügel sind vorhanden, ein Ventriculus fehlt, ein Blinddarm ist ausgebildet. Die Vulva liegt in der hinteren Körperhälfte, der Uterus ist paarig. Männchen haben weder Kutikula-Ornamentierungen noch Kaudalflügel. Die Spicula sind einfach gebaut, ein Gubernaculum fehlt.
Weibchen sind 25 bis 92 mm lang, Männchen 22 bis 57 mm. Von den unten-seitlichen Lippen erstrecken sich auffällig gestreifte Flügel bis hinter die Körpermitte, die im Bereich des Ösophagus eine Breite von 0,1 mm haben. Die Lippen sind über die gesamte Länge gezahnt. Die Ausscheidungspore liegt dicht hinter dem Nervenring auf Höhe der Halspapillen. Die Ösophaguslänge macht 5 bis 10 % der Gesamtlänge aus. Das Hinterende ist leicht angeschwollen. Die Nuclei der Ösophagusdrüsen sind vergrößert, der der rückenseitigen ist länglich U-förmig. Der Blinddarm geht von der Rückenseite des Ösophagus aus, ist schlank und relativ lang und erstreckt sich über die halbe Ösophaguslänge. Das Hinterende des Ösophagus ist um 90° verdreht, so dass der Blinddarm auf der linken Körperseite liegt. Rektaldrüsen sind deutlich.
Der Körper der Weibchen ist im hinteren Viertel am breitesten. Der dünne abgerundete Schwanz hat ein knopfartiges Ende, deutlicher bei unreifen Weibchen. Die Phasmiden liegen bei drei Viertel der Entfernung von Anus zu Schwanzspitze. Die Vulva ist leicht werhaben, aber ohne Lippen und liegt zwischen 55 und 71 % der Körperlänge vom Vorderende aus. Bei reifen Individuen ist eine kleine Einziehung vorhanden. Die Vagina verläuft gerade nach hinten und erweitert sich in den unpaaren Uterusteil, der sich dann in zwei gegenläufte Äste teilt. Die Schlingen des Ovars liegen im hinteren Körperdrittel. Die Eier sind 55–80 × 45–59 µm groß und haben 50 bis 60 Grübchen auf der Oberfläche.
Männchen haben einen kurzen konischen Schwanz mit ein oder zwei Papillen nahe der Spitze. Neben der Kloake liegt eine Doppel- oder zwei Einzelpapillen, vor der Kloake 18 bis 25 festsitzende Papillen und eine einzelne mediane Papille. Die beiden Spicula sind gleich gebaut, relativ kurz (0,5 bis 0,8 % der Körperlänge) und ungeflügelt. Der auffällige Ejakulationsgang ist 5-mal so lang wie die Spicula. Die Phasmiden liegen beidseitig nahe der Schwanzpapille, manchmal sind zwei pro Seite ausgebildet.